# Proporzec Karola X Gustawa
Proporzec Karola X Gustawa – sztandar króla szwedzkiego zdobyty pod Rudnikiem w czasie potopu przez Stefana Czarnieckiego. Ze względu na swoje walory artystyczne stanowi jeden z wyjątkowych zabytków w zbiorach Zamku Królewskiego na Wawelu.

## Historia
Wiosną 1656 roku marszowi sił szwedzkich pod dowództwem króla Karola X Gustawa towarzyszyły podjazdy wojsk Stefana Czarnieckiego. Oddziały polskie pod dowództwem Teodora Szandarowskiego zaatakowały straż tylną Szwedów, w której znajdował się sam król. Prawdopodobnie w ten sposób podnosił morale żołnierzy, boleśnie kąsanych przez podjazdy Polaków. Karol X z nieliczną grupą podkomendnych zdołał się wydostać z okrążenia i uciec. Po tej potyczce wojska polskie wzięły łupem kilka zdobyczy, m.in. proporzec, jedwabną szarfę dowódcy oraz kilka sreber z monogramami członków polskiej rodziny królewskiej.
Wokół zdobytych przedmiotów rozwinął się swoisty kult. Prawdopodobnie źródłem takiego podejścia, jak twierdzi historyczka sztuki Magdalena Piwocka, była chęć dodania patriotycznej otuchy w czasie zaborów. W 1856 roku Eustachy Tyszkiewicz opublikował wykaz oraz podobizny przedmiotów wraz z listami Czarnieckiego. W 1883 roku, czyli w dwusetlecie bitwy wiedeńskiej, zorganizowano w Krakowie wystawę, gdzie prezentowano zdobyte przez Czarnieckiego trofea, m.in. proporzec. Wystawa ta przyczyniła się do utrwalenia legendy potyczki pod Rudnikiem. W tym samym czasie, pozostając zapewne pod wpływem ostatnich informacji i wystawy, literacką wersję starcia stworzył Henryk Sienkiewicz w Potopie. Pisarz oparł się na historycznej relacji z epoki przedstawionej przez Wespazjana Kochowskiego. Zdobycie błękitnego sztandaru króla Szwecji Sienkiewicz uczynił finalną częścią swojej opowieści o potyczce pod Rudnikiem.
Ze względu na swoje walory artystyczne stanowi jeden z wyjątkowych zabytków w zbiorach Zamku Królewskiego na Wawelu.

## Opis
Proporzec ma wymiary 48 x 49,2 cm. Bławat wykonany został z jedwabnego adamaszku, powstał najpewniej we Włoszech, natomiast samo zdobienie prawdopodobnie w Szwecji. Dziś tło ma barwę płowo-beżowe, dawniej było barwy błękitnej. W centrum kwadratowego pola widnieje Gołębica, symbol Ducha Świętego, w glorii z promieni, w kręgu liter C. G. R. S. (Carolus Gustavus Rex Suaeciae). Z czterech stron tkaninę otoczono bordiurą wykonaną haftem srebrnymi i złoconymi nićmi. Sztandar był pierwotnie dwustronny, z tuleją. Do naszych czasów zachował się jednostronny płat, oderwany od drzewca wzdłuż prawej krawędzi.